# Rolf Kjellberg

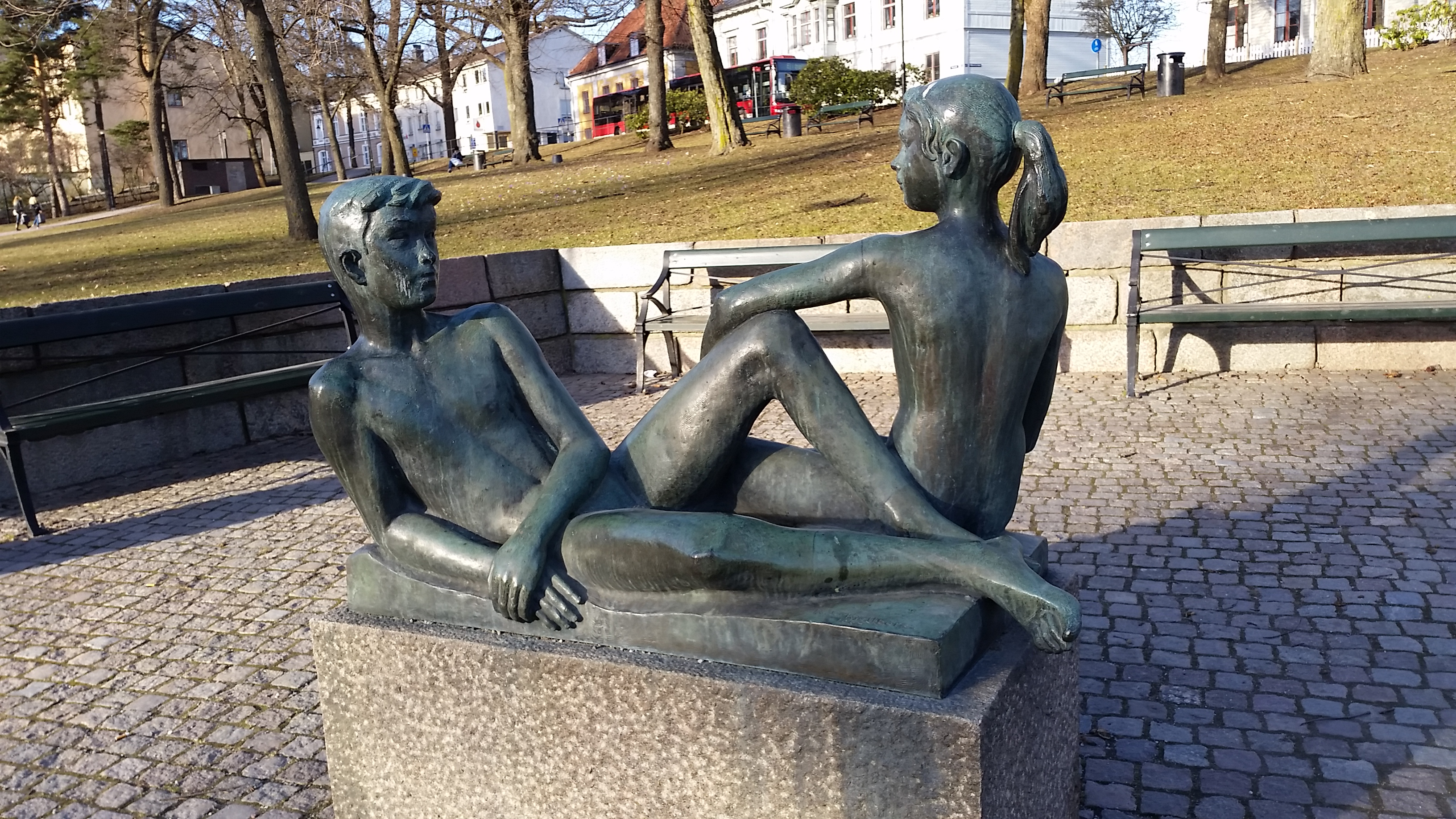
Skulpturen Ungdom i Stadsparken, Södertälje av Rolf Kjellberg

Rolf Gabriel Kjellberg, född 23 mars 1901 i Ösmo, Stockholms län, död 1989, var en svensk skulptör. 
Han var son till båtfabrikanten KJ Kjellberg och hans hustru Amalia Kristina och från 1952 gift med Kerstin Allgulin. Kjellberg studerade vid Teknologiskt Institut i Köpenhamn 1923 och var anställd i Paris 1925-1927. Han studerade skulptur för John Lundqvist och för A Marque i Paris. Separat ställde han ut på Eskilstuna museum 1944 och tillsammans med Fredrik Henkelmann ställde han ut på Vallins konsthandel i Örebro 1952. Han medverkade i samlingsutställningar med Sveriges allmänna konstförening, Svenska konstnärernas förening och i Nordisk Medallekunst efter 1914 på Nationalmuseet i Köpenhamn. Bland hans offentliga arbeten märks skulpturen Efter badet vid Örebro simhall, utsmyckningar för sportpalatset och konserthuset i Stockholm, skulpturen Fiskafänge i Jönköping, utsmyckning för centralbiblioteket i Örebro samt en altartavla till Hallsbergs nya kyrka och polykroma träskulpturer till Dalarö kyrka. Hans konst består av porträtt- och figurskulpturer, reliefer, medaljer, plaketter, fontäner och konstsmide. 